# ホイス (割り材)
ホイスは、東京都港区白金の後藤商店（現・有限会社ジィ・ティ・ユー）が開発し、製造、販売する酒の割り材。小売りはされておらず、大衆酒場など一部でしか飲むことができないため、「幻の酒」とも称される。

## 概要
1949年（昭和24年）当時の東京は戦禍によって焼け野原となっており、物資は乏しく、酒も粗悪品で味の悪いものばかりであった。そんな時期に「飲食店を元気にしたい」という思いから後藤商店の創業者・後藤武夫が開発したのが、割り材のホイスである。後藤武夫は第二次世界大戦前から酒屋を営んでおり、海外を訪れた経験もあったため、ヨーロッパで飲んだ酒を参考に、当時の日本では普及していなかったハイボールに似た味を求めてホイスを作った。名称は「ウイスキー」をもじって「ホイスキー」となり、「ホイス」となった。そのため、「チューハイの元祖」ともいわれる。
2021年時点では後藤武夫の孫であり、ジィ・ティ・ユー代表である後藤竜馬が門外不出で一子相伝のレシピを継承し、専任でホイスの調合を行っている。仕込みタンクは2つだけで、製造量は多くても1日約720リットルに留まるため、古くから付き合いのある飲食店など、限られた取引先にのみ販売している。

## 味
「例えようのない味」と後藤竜馬は語る。
後藤竜馬の元に届く感想では「癖が強い」「癖がない」「甘い」「すっきりしている」といったものもあり、「薬草の味」「かんきつ系の風味」「カラッとしたジンジャーエールのような味」「梅酒のような風味」という感想もある。

## 材料
材料についても明らかにはされていないが、ワイン・リキュールをベースにし、トウヒ、陳皮、コンズランゴといった胃薬や漢方薬に使われるような成分が入っているともいわれる。
なお、レシピについては文書化されておらず、後藤武夫から息子の後藤勲へ、勲の息子の竜馬へと身体で覚えるような伝え方となっており、最初の武夫ものと竜馬のものとでは味がかなり変わっている可能性もある。これには、原料メーカーの廃業、原料の輸入が禁止になる、薬事法の改正といった理由で、代替となる原材料を探して味のイメージが近づくようにしていることもあるためである。また、意図的に味わいを変えることもある。
ホイスのアルコール度数は0.2%であり、日本の酒税法上はノンアルコール飲料である。

## 利用法
推奨される割り方は「ホイス2:焼酎3:炭酸水5」となっている。